# 国鉄DD11形ディーゼル機関車

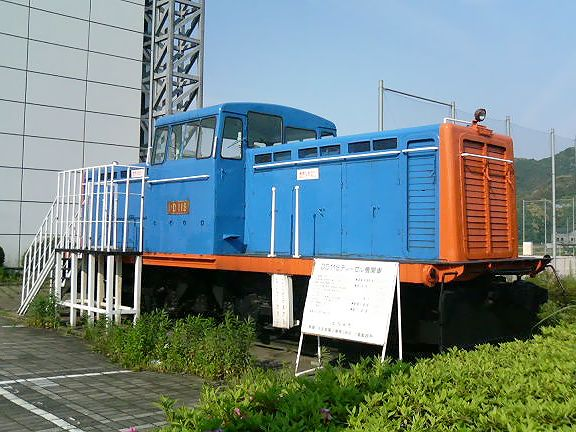
2次形のDD11 8。塗装は国鉄時代の塗装とは異なる

DD11形ディーゼル機関車（DD11がたディーゼルきかんしゃ）は、日本国有鉄道（国鉄）の入換用液体式ディーゼル機関車。
気動車用のディーゼルエンジンを使用し、液体変速機を採用した国鉄初の液体式ディーゼル機関車である。
1954年（昭和29年）に1次型が3両（1 - 3、製造番号2731 - 2733）、1957年（昭和32年）に2次型が6両（4 - 9、製造番号2759、2760、2766 - 2769）、いずれも汽車製造により製造されており、1次型と2次型では細部の構造が異なっている。

## 概要
当時生産されていたキハ10系気動車と同じDMH17B形ディーゼルエンジン（160ps/1,500rpm）とTC-2形・DF115形液体変速機を2セット装備し、部品の標準化による製造費・保守費の軽減を図った。また動力伝達には、動輪2輪ずつを蒸気機関車のように連結棒で結んだロッド軸駆動方式を採用している。
車体設計は、当時汽車製造が地方私鉄などに納入していた小型ディーゼル機関車のそれを基本としており、運転台を中央に置いて前後にエンジンや冷却装置等を搭載したボンネットで挟む、凸型のレイアウトとされた。
このレイアウトは、機関整備や入換運用等にメリットがあったことからDD13形に継承され、さらにはより大型の本線用機関車であるDD51形にも継承された。
1次型は、ローカル線での貨物輸送にも使用することを考慮したため、重連総括制御が可能だが、2次型は、専ら入換用として設計されたため、重連総括制御は省略され、代わりに動力逆転装置が追加された。

## 運用
1次型は当初、戦後復活が計画されていた、白棚線（当時休止中）で使用することを目的としてキハ10000形の試作車グループと同時進行で設計製造された。160PS×2というスペックは、国鉄の制式機関車としては本線用としても入換用としてもあまりに非力な水準であったが、戦時中に不要不急線として一旦撤去され、戦後復活が検討された際も、地方小私鉄並みの輸送需要と予想された白棚線の実態に合わせて計画されたものであった。ところが、採算面の問題から白棚線が鉄道としての復活を断念し、国鉄自動車専用道として整備されることになったため、既に3両が製造されていた本形式はキハ10000形と共に別の使途を探す必要に迫られた。
とはいえ2両重連でC12形蒸気機関車1両程度の出力しか出せない本形式は、通常の駅構内入換用としても非力に過ぎて実用上問題があった。このため当初は在日米軍基地や海上自衛隊基地などに隣接した機関区・気動車区に配置され、弾薬庫や燃料関連施設などの蒸気機関車の使用が困難な火気厳禁区域での入換に用いられた。初期に配属されたのは国府津機関区久里浜支区（横須賀軍港）、室蘭機関区（千歳飛行場）、広島第一機関区（岩国飛行場）、吉塚機関区竹下支区→竹下気動車区（板付飛行場）、早岐機関区（佐世保軍港）等である。
1978年（昭和53年）までに全車国鉄から除籍されたが、廃車後、その多くが専用線などに払い下げられた。
この他、小郡機関区への配置をもって除籍となった2号機は、労働組合の募金活動によりベトナム国鉄へ寄贈されることとなった。
カンパの目標額は機関車の払い下げに500万円、ベトナムへの輸送に300万円、2-3年分の取換部品に200万円。
この結果、機関車は1977年（昭和52年）に鷹取工場で整備されベトナムへと送られた。

## 派生形式
本形式一次型と同じ1954年にやはり汽車製造で、大分交通D31形D31・D32（製造番号2744、2745）としてほぼ同一構造の凸型ディーゼル機関車が製造された。エンジンや変速機の構成はDD11形と全く同一であり、動力伝達機構もロッド式を採用しており、外観形状も酷似する。
ただしこちらは投入線区である耶馬溪線の軌道条件が悪く、DD11形クラス（自重約34t）でさえ入線が困難であったことから、社線内で使用の機会のない総括制御装置を省略し、自重を約2t軽減した設計となっていた。

## 現状
1975年（昭和50年）に住友金属工業小倉製鉄所の構内入換用として払い下げられた8号機は、廃車後の1986年（昭和61年）に北九州市小倉南区の北九州市交通科学館に静態保存された。
しかし同館は2003年（平成15年）に閉館し、その後も館の敷地に置かれたままとなっていたが、2008年（平成20年）2月に跡地にスポーツクラブがオープンした際に撤去され、その後解体された為、国内にDD11形は現存しない。
また、5号機が日本通運新旭川営業所で静態保存されているという記述が一部でなされることがあるが、これは当地では元大分交通の小型DLが平成に入ってからも使われていたもので、DD11が保管されていた事実はない。
ベトナム国鉄に譲渡された2号機は2002年を以って現役を退き、ハノイの機関区で放置されている。日本ベトナム友好協会の有志が、整備と保存を目指している。

## 主要諸元
（カッコ内は二次型（4 - 9号機）のデータ）
- 全長：9,550mm (10,400mm)
- 全幅：2,540mm (2,785mm)
- 全高：3,721mm (3,760mm)
- 重量：(33.92t)
- 軸配置：B-B
- 主機：DMH17B　160馬力×2基
- 液体変速機　TC-2・DF115×2基
- 連続定格出力：320ps/1,500rpm
- 最高運転速度：(53km/h)
- 最大引張力：(7,920kgf)